# Francolinus castaneicollis
Francolinus castaneicollis là một loài chim trong họ Phasianidae.